# Steinkreuz in der Neidschützer Straße in Naumburg (Saale)

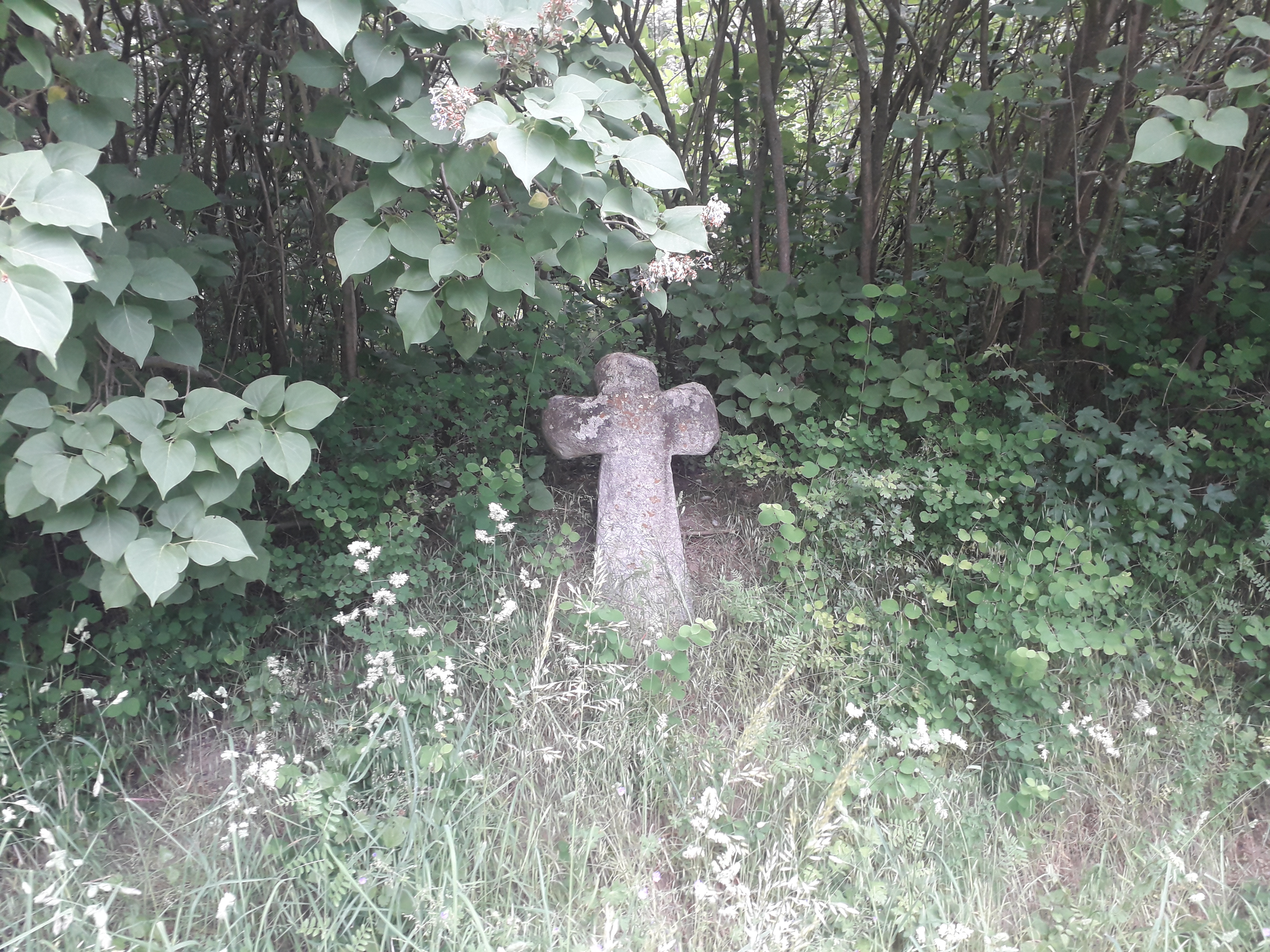
Steinkreuz in der Neidschützer Straße

Das Steinkreuz in der Neidschützer Straße in Naumburg (Saale) ist ein mittelalterliches Sühnekreuz im Stadtgebiet von Naumburg. Es ist vermutlich im Stadtgebiet das einzige, das am originalen Standort verblieben ist. Zu weiteren Sühnekreuzen am ursprünglichen Standort zählt das im Ortsteil Roßbach. Das Naumburger Steinkreuz befindet sich am südlichen Stadtrand an der östlichen Böschung der Neidschützer Straße nahe der ehemaligen Gaststätte Waldschloss, ca. 50 m nordöstlich eines kreuzenden, von Westen aus dem Tal kommenden ehemaligen Hohlweges. Das Material ist Muschelkalk und in relativ gutem Zustand. Die obertägigen Maße sind: Höhe 1,0 m, Breite 0,53 m, Tiefe 0,22 m. Das gut erhaltene Steinkreuz aus Muschelkalk besitzt einen nach unten konisch verbreiterten Schaft, einen gedrungenen Kopf sowie nach oben geschwungene Kreuzarme. In der Nähe des Denkmales sollen sich Soldatengräber aus der Franzosenzeit um 1810 befunden haben. Dieser Sachverhalt steht nicht in Verbindung mit der Ursprünglichkeit des Kreuzes, da es bedeutend älter ist. Es ist eher anzunehmen, dass die Neidschützer Straße eine andere Bedeutung hatte, da diese früher Silberstraße genannt wurde. Der genaue Anlass seiner Aufstellung ist unbekannt.
Unter der Bezeichnung Gedenkstein ist dieser Stein auf der Liste der Kulturdenkmale in Naumburg (Saale) aufgeführt.